# Kaiserpfalz

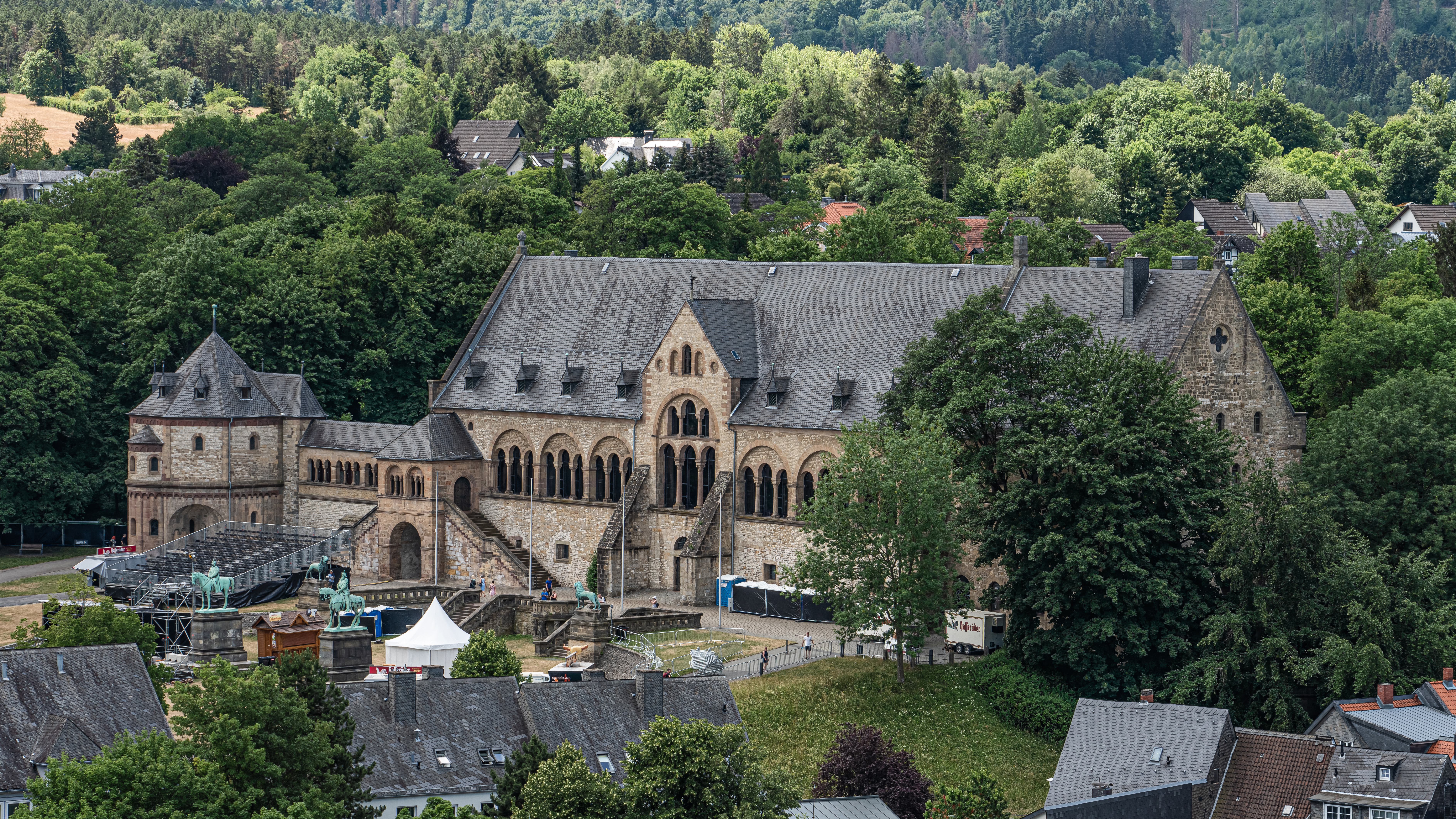
Palacio Imperial de Goslar.

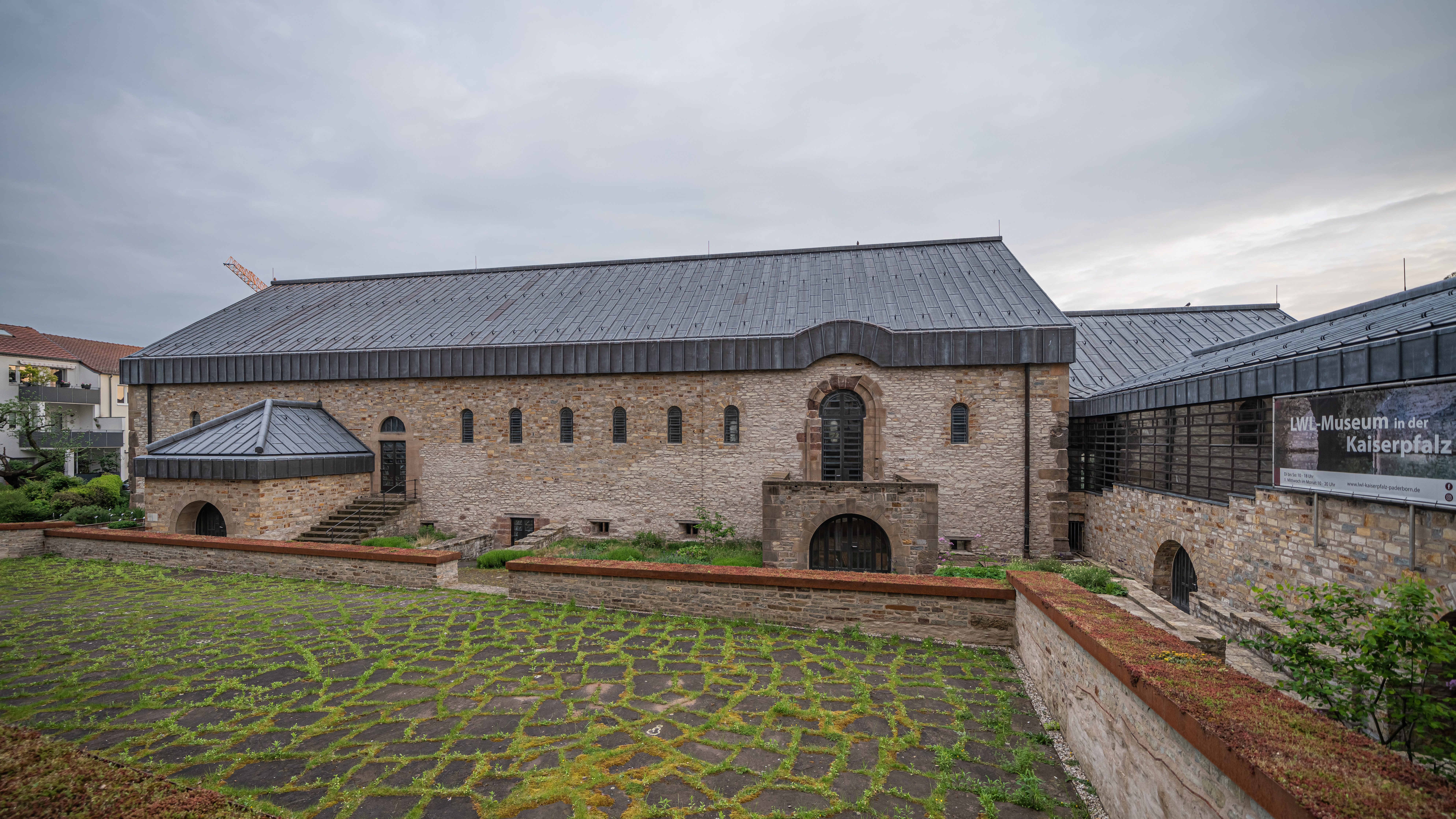
Palacio Imperial en Paderborn.

Posible apariencia del Königspfalz en el Palacio de Aquisgrán.

Los términos Kaiserpfalz (pronunciación en alemán: /ˈkaɪzɐˌpfalts/, lit. 'palacio imperial') y Königspfalz (pronunciación en alemán: /ˈkøːnɪçsˌpfalts/, lit. 'palacio real', del alto alemán medio phal[en]ze al alto alemán antiguo phalanza del latín medieval palatia [plural] al latín palatium, 'palacio') se refieren a una serie de castillos y palacios en todo el Sacro Imperio Romano Germánico que sirvieron, temporal y secundariamente, como sedes de poder para el Emperador del Sacro Imperio en las Temprana y Alta Edad Media. Un pfalz no era una residencia permanente, sino un lugar donde el emperador permanecía durante un tiempo, por lo general menos de un año y en muchos de ellos apenas unas pocas semanas.
Los términos también se usaban más raramente para un obispo que, como señor territorial (Landesherr) tenía que proporcionarle alojamiento y comida al rey y a su séquito, un deber al que se hace referencia como Gastungspflicht.
Algunos ejemplos de restos de palacios imperiales se encuentran en Goslar y en Kaiserswerth. Los palacios se instalaban de tal forma que podían sustentar al emperador, sus huéspedes y su corte. Cada uno de ellos era administrado por un conde palatino, que ejercía la jurisdicción en ausencia del emperador.

## Origen del nombre
Kaiserpfalz es una palabra alemana que es una combinación de Kaiser, que significa 'emperador', que se deriva de 'caesar'; y Pfalz, que significa 'palacio', y se deriva del latín palatium, que significa lo mismo (ver palacio). El mons Palatinus o monte Palatino era y es una de las siete colinas de Roma. La palabra palatium designaba el domicilio del princeps del imperio romano sobre el monte Palatino. Como en el Sacro Imperio Romano Germánico los documentos eran escritos en latín, palatium designaba la residencia del gobernante, es decir, del conde, rey, obispo, etc. El término pronto fue germanizado, primero a Pfalz y más tarde a Palast (palacio). Igualmente, Königspfalz es una combinación de König, 'rey' y Pfalz, que significa 'palacio real'.
Ambas expresiones se usaron sucesivamente. Primero, los gobernantes del Reino de los Francos orientales eran reyes y por tanto la sede del gobierno una Königspfalz, es decir, una residencia real. Cuando el nombre del área de dominio era Sacro Imperio Romano Germánico, los gobernantes eran emperadores y se usaba el término Kaiserpfalz o residencia imperial.

## Descripción y propósito

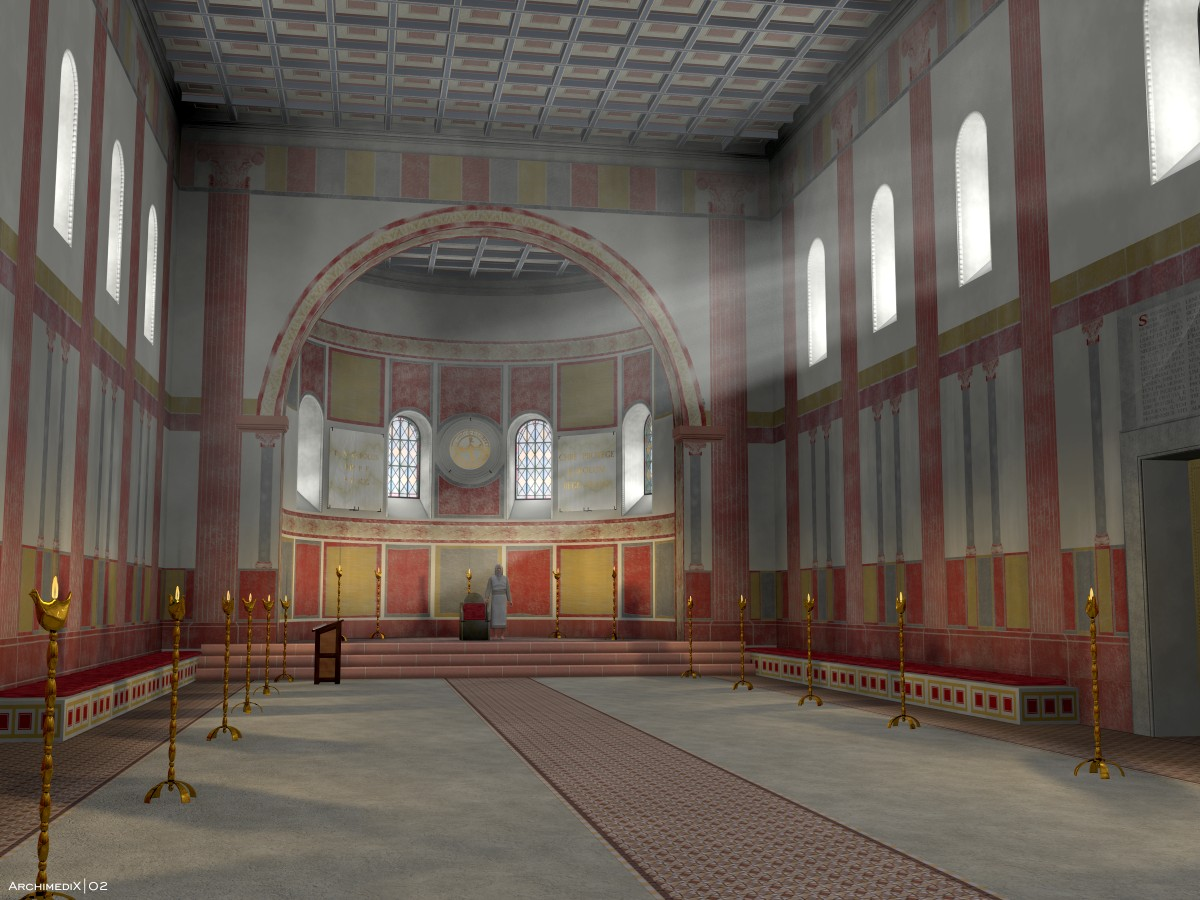
Reconstrucción digital del Aula Regia de Ingelheim desde el interior, con vista al ábside.

Al igual que sus pares en Francia e Inglaterra, los emperadores medievales del Sacro Imperio Romano Germánico no gobernaban desde una ciudad capital, sino que tenían que mantener un contacto personal con los vasallos en sus tierras. Esto fue llamado «reinado itinerante», una especie de «regencia viajera» (Reisekönigtum). Debido a que los pfalzes eran construidos y usados por el rey como gobernante dentro del Sacro Imperio Romano Germánico (rex Romanorum (Römischer König)), el término histórico correcto es Königspfalz o «palacio real». El término Kaiserpfalz es una denominación del siglo XIX que obvia el hecho de que el rey no llevaba el título del Emperador Romano (otorgado por el papa) hasta después de su coronación imperial. A diferencia de un pfalz, donde el gobernante itinerante desempeñaba sus deberes soberanos, un dominio real o Königshof era solo un dominio económico propiedad del rey, que el rey solo usaba ocasionalmente en su itinerario.
A diferencia de la noción común de «palacio», un pfalz no era una residencia permanente, sino un lugar donde el emperador permanecía durante un cierto tiempo, generalmente menos de un año; los itinerarios sugieren que el monarca rara vez se quedaría en ellos más de unas pocas semanas. Además, no siempre eran grandes palacios en el sentido ahora aceptado: algunos eran pequeños castillos o pabellones de caza fortificados, como Bodfeld en el macizo de Harz. Pero en general, eran grandes casas señoriales (Gutshöfe), que ofrecían sustento y alojamiento para el rey y sus muchos servidores, que a menudo eran cientos de empleados, así como a sus numerosos invitados y a sus caballerías. En latín, una mansión real se conocía como villa regia o curtis regia. Estaban ubicadas bien cerca de las residencias del obispo o de importantes abadías, bien cerca de las ciudades que el rey tenía o en el campo en medio de los estados imperiales. Los Pfalzes se construyeron generalmente a intervalos de 30 kilómetros, lo que representaba un viaje de un día a caballo en ese momento.
Como mínimo, un pfalz constaba de un palas con su Gran Salón o Aula Regia, una capilla imperial (Pfalzkapelle) y una finca (Gutshof). Fue aquí donde los reyes y los emperadores llevaban a cabo los asuntos del Estado, celebraban sus sesiones en la corte imperial y celebraron importantes festivales de la iglesia. Cada uno era administrado por un conde palatino, que ejecutaba la jurisdicción en lugar del emperador. Algunos de los más importantes de ellos finalmente se elevarían al título de príncipe-elector.
Los pfalzes que visitaban los gobernantes variaban dependiendo de su función. Especialmente importantes fueron aquellos palacios en los que los reyes pasaban los largos inviernos (palacios de invierno o Winterpfalzen), y los palacios festivos (Festtagspfalzen), siendo la Pascua la más importante y celebrada en los palacios de Pascua (Osterpfalzen).
Los palacios más grandes se encontraban a menudo en las ciudades que tenían derechos especiales (por ejemplo, inmediatez imperial), pero también podían ser sedes de obispos o abadías imperiales.
En la era de los Hohenstaufen del Sacro Imperio, importantes príncipes imperiales comenzaron a demostrar sus pretensiones de poder mediante la construcción de su propio pfalz. Ejemplos importantes de estos son el castillo de Dankwarderode de Enrique el León en Brunswick y el de Wartburg sobre Eisenach en Turingia. Ambos edificios siguieron el diseño básico del pfalz de los Hohenstaufen y también tenían las mismas dimensiones.

## Algunos palacios del Sacro Imperio Romano Germánico
Se pueden encontrar ejemplos de palacios imperiales supervivientes en la ciudad de Goslar y en Düsseldorf-Kaiserswerth. Hubo Kaiserpfalz también en:
- Palacio de Aquisgrán
- Abenheim (Falkenhof)
- Allstedt
- Altenburgo
- Aibling
- Attigny
- Basilea
- Palacio de Brunswick (Dankwarderode)
- Cheb
- Colonia
- Dahlum
- Diedenhofen
- Dornburg
- Dortmund
- Duisburgo
- Forchheim
- Fráncfort del Meno (Kaiserpfalz y Saalhof)
- Freising
- Gelnhausen
- Guirbaden
- Goslar
- Grona
- Hagenau
- Harzburg
- Herstal
- Ingelheim am Rhein
- Jena (Kirchberg)
- Kaiserslautern
- Kaiserswerth
- Karnburg
- Königshof
- Kyffhausen
- Lorsch
- Magdeburgo
- Maguncia
- Memleben
- Merseburg
- Moosburg (Arnulfsfeste)
- Mühlhausen
- Nordhausen
- Nimega, Países Bajos (Valkhof)
- Núremberg
- Paderborn
- Pöhlde
- Ponthion
- Quedlinburg
- Quierzy
- Rohr (Thüringen)
- Saalfeld
- Seligenstadt
- Soest (Hospital Hohes)
- Espira
- Tilleda
- Trebur
- Trifels
- Ulm
- Utrecht, Países Bajos (Lofen)
- Werla
- Wimpfen
- Worms
- Zürich
- Zutphen, Países Bajos

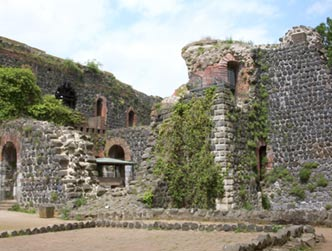
Ruinas del Kaiserpfalz de Kaiserswerth, en Düsseldorf.
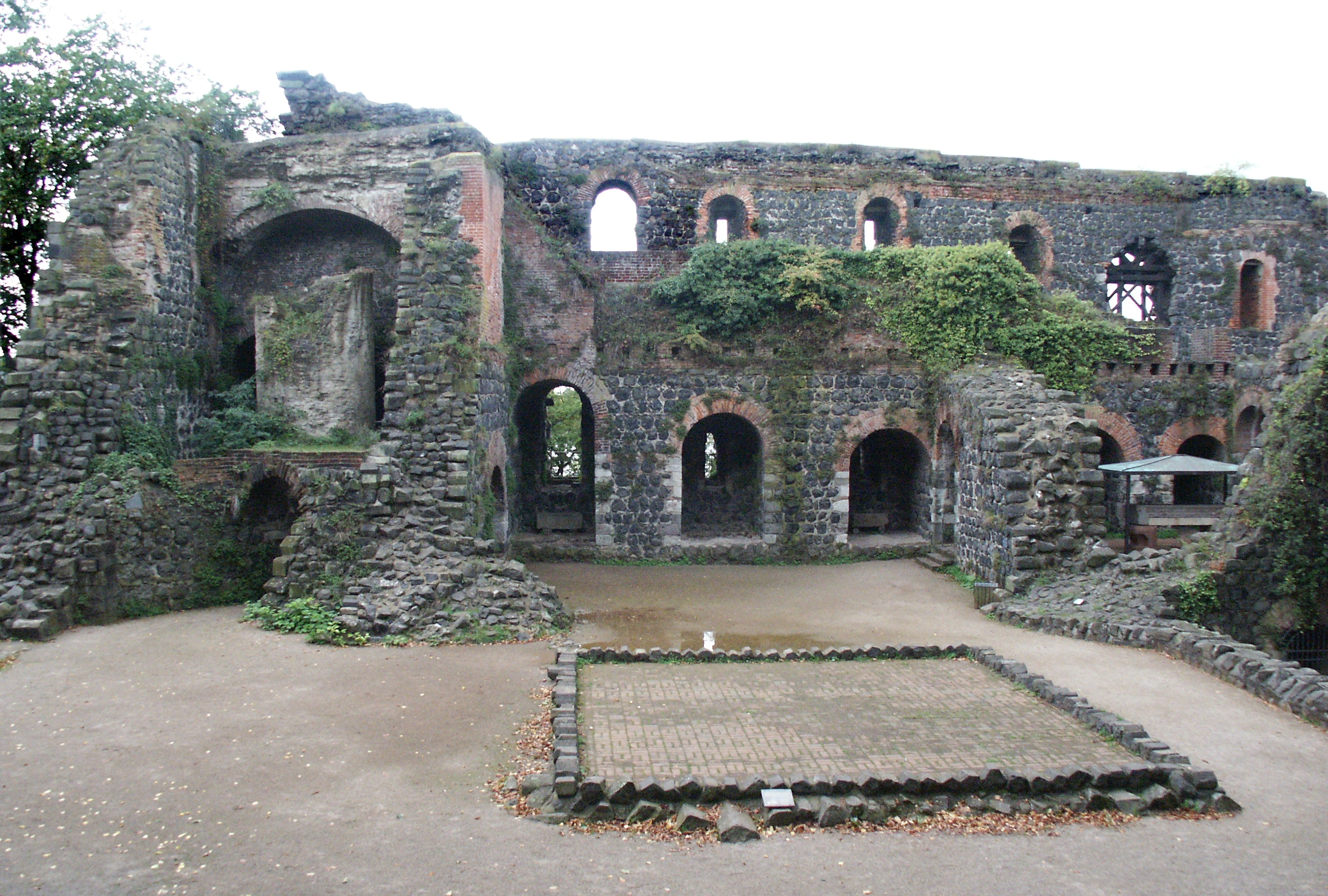
Otra vista de las ruinas del Kaiserpfalz de Kaiserswerth.
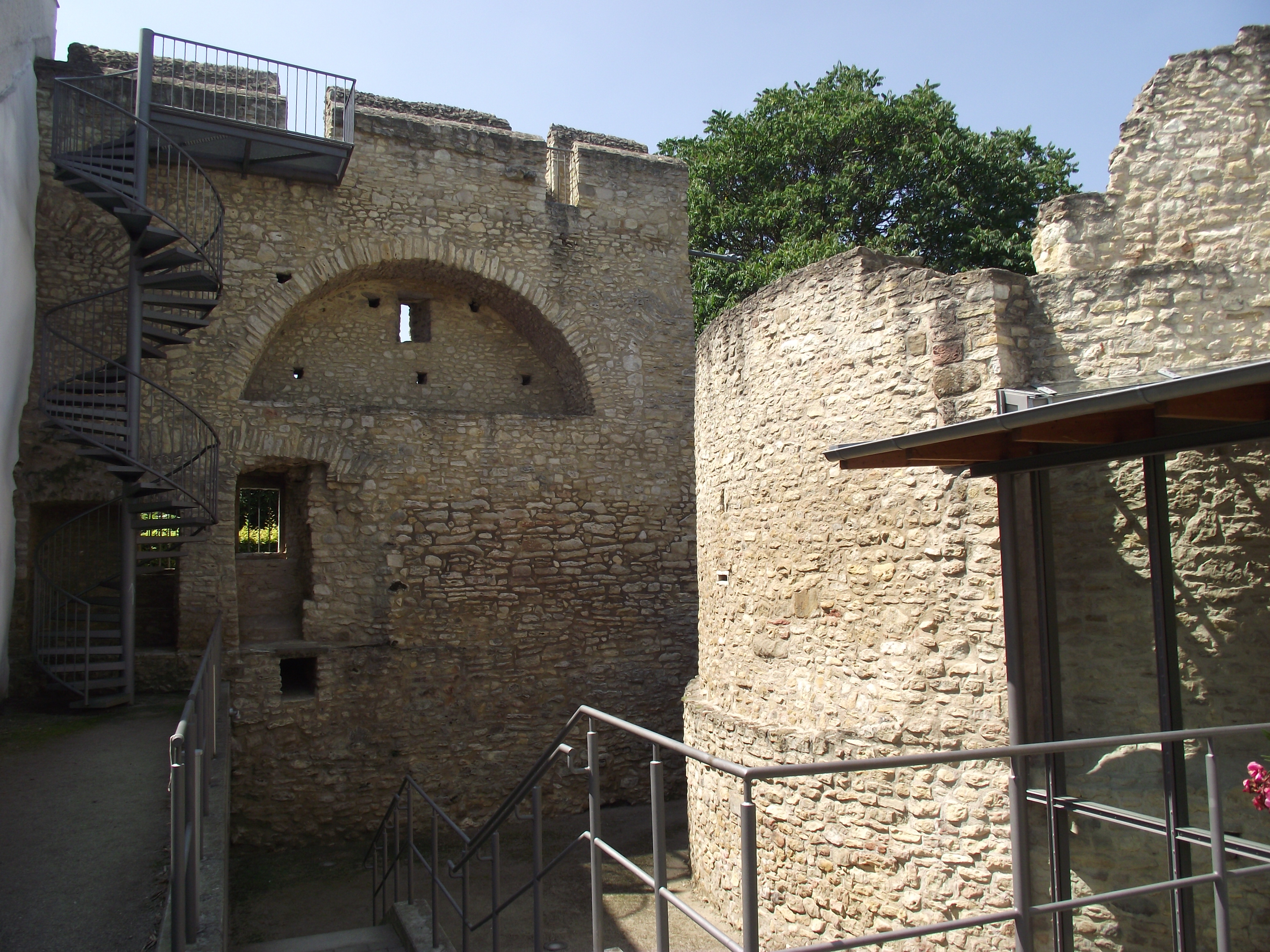
Aula Regia del palacio imperial en Ingelheim